# Bridge River (Fraser River)
Der Bridge River (wörtlich übersetzt „Brücken-Fluss“) ist ein 142 km langer rechter Nebenfluss des Fraser River in der kanadischen Provinz British Columbia. Der Flussname rührt von einer Brücke nahe der Mündung des Flusses her, welche damals im 19. Jahrhundert den Fraser River überspannte.

## Flusslauf
Der Bridge River hat seinen Ursprung in den Pacific Ranges, einem Teilgebirge der südlichen Coast Mountains. Er bildet den Abfluss eines Gletscherrandsees, der sich unterhalb des Bridge-Gletschers gebildet hat. Der Bridge River fließt in überwiegend östlicher Richtung zum Fraser River. 1961 wurde das Bridge River Power Project fertiggestellt. Es umfasst drei Staudämme, davon zwei am Bridge River. Der Lajoie Dam staut am Oberlauf des Flusses den Downton Lake. Dieser dient der Regulierung des weiter unterhalb gelegenen und größeren Stausees, den Carpenter Lake, der durch den Terzaghi Dam gestaut wird.
Unterhalb dieses Dammes fließt der Bridge River noch 38 km bis zu seiner Mündung 10 km nördlich von Lillooet. Nur noch wenig Wasser fließt im Flussbett des Bridge River. Das Wasser, welches an der Mündung in den Fraser River fließt, stammt im Wesentlichen vom linken Nebenfluss Yalakom River. Die Mündung in den Fraser River liegt an einer Doppelschlucht, die von den beiden Flüssen geformt wurde, die hier durch ein enges Flussbett gezwängt werden und so an eine Fontäne erinnern. Diese Stelle heißt heute Lower Fountains. Upper Fountains ist eine Stelle mehrere Kilometer oberstrom am Fraser River, wo sich die Gemeinde Fountain befindet.
Das Wasser des Bridge River wird vom Terzaghi Dam zur Stromerzeugung zum südlich gelegenen Seton Lake, einem ursprünglich natürlichen See, dessen Wasserspiegel jedoch durch einen Damm um 3 Meter erhöht wurde, umgeleitet. Von hier wird das Wasser ebenfalls künstlich über den Seton Canal zur Energiegewinnung umgeleitet und fließt in den Fraser River unterhalb der Mündung des Seton River.
Das Einzugsgebiet des Bridge River umfasst 4660 km². Sein mittlerer Abfluss betrug vor dem Aufstau des Carpenter Lake an der Stelle des heutigen Terzaghi Dam 101 m³/s.

## Fischfang
Aufgrund der starken Strömung an der Stelle, wo sich die beiden Flüsse – Fraser und Bridge River – vereinigen, befand und befindet sich immer noch der bedeutendste Lachs-Angelort am Fraser River. Da das Wasser des Bridge River seit 1961, mit der Fertigstellung des Bridge River Power Projects, weitgehend umgeleitet wird und wenige Kilometer südlich von Lillooet in den Fraser River fließt, ist die Lachsfischerei am Bridge River zum Erliegen gekommen.